# ۱۳۱۷ (قمری)
۱۳۱۷ (قمری)، هزار و سیصد و هفدهمین سال در گاهشماری هجری قمری است. اول محرم این سال برابر با دوازدهم مه سال ۱۸۹۹ میلادی است.

## رویدادها
- ربیع‌الثانی - انتضاب نصرالله مشیرالدوله به وزارت خارجه ایران

## زادگان
- رجب - سید ابوالقاسم خویی مرجع تقلید شیعه